# Robert White (compositor)
Robert White o Robert Whyte (barrio de Holborn, de Londres, ca. 1538-1574) fue un compositor inglés del Renacimiento, particularmente conocido por su música litúrgica y su música instrumental para laúd, viola y órgano. 

## Biografía[1]
Hijo de un fabricante de órgano, fue niño de coro durante su infancia, después cantante en el Trinity College de Cambridge. Obtuvo su título de Bachiller en música de la Universidad de Cambridge en 1560 ; en 1562, se instaló en Ely, donde sucede a Christopher Tye (con cuya hija se casó en 1565) como maestro de coro.
Tomó la misma plaza en la catedral de Chester en 1567, sucediendo a Richard Saywell. Su reputación fue tal que obtuvo la prestigiosa plaza de organista y maestro de coro de la abadía de Westminster en 1574. 
Murió con una parte de su familia en una gran epidemia de peste que ocurrió en la región de Westminster en 1574. White pasó la mayor parte de su vida en el norte de Londres, pero su testamento, datado del 7 de noviembre de 1574, indica que tenía una propiedad en Sussex ; pidió ser enterrado en la Santa Margarita de Westminster (lo que ocurrió el 11 de noviembre de 1574). 
Posteriormente, sus obras fueron poco interpretadas hasta su descubrimiento por Charles Burney, durante la segunda mitad del siglo XVIII.

## Obras
- Christe que lux es I, II, III & IV
- Exaudiat te
- Exaudiat te Dominus
- Fantasias III & IV
- In Nomina V a 5
- Lamentaciones a 5 voces
- Magnificat
- O Praise God
- Portio mea
- Precanur sancta, Domina
- Regina caeli
- Seis Fantasias de órgano